# Ṣ
Cette page contient des caractères spéciaux ou non latins. S’ils s’affichent mal (▯, ?, etc.), consultez la page d’aide Unicode.
Ṣ, ou S point souscrit, est un graphème utilisé dans l'alphabet yoruba au Nigeria, en sanskrit en Inde, du kabyle (berbère) en Algérie, du hassanya au Sénégal, du romagnol en Italie, du thompson au Canada, du suédois de Noarootsi en Estonie, de l’o’odham aux États-Unis et au Mexique, ainsi que dans la translittération et transcription des langues indiennes ou la translittération de l'arabe. Il s'agit de la lettre S diacritée d'un point souscrit.

## Utilisation

### Yoruba
En yoruba du Nigeria, Ṣ est utilisé pour représenter le son /ʃ/.

## Représentations informatiques
Le S point souscrit peut être représenté avec les caractères Unicode suivants :
- précomposé (Latin étendu additionnel) :

| formes    | représentations | chaînes de caractères | points de code | descriptions                             |
| --------- | --------------- | --------------------- | -------------- | ---------------------------------------- |
| capitale  | Ṣ               | Ṣ                     | U+1E62         | lettre majuscule latine s point souscrit |
| minuscule | ṣ               | ṣ                     | U+1E63         | lettre minuscule latine s point souscrit |

- décomposé (latin de base, diacritiques) :

| formes    | représentations | chaînes de caractères | points de code | descriptions                                         |
| --------- | --------------- | --------------------- | -------------- | ---------------------------------------------------- |
| capitale  | Ṣ               | S◌̣                    | U+0053 U+0323  | lettre majuscule latine s diacritique point souscrit |
| minuscule | ṣ               | s◌̣                    | U+0073 U+0323  | lettre minuscule latine s diacritique point souscrit |